# Младежка лига (сериал)
„Младежка лига“ (на английски: Young Justice) е американски анимационен сериал, създаден от Грег Уайсман и Брандън Виети за Cartoon Network. Въпреки заглавието си, сериалът не е адаптация на комиксовата поредица „Младежка лига“ на Питър Дейвид, Тод Дезаго и Тод Нок, а по-скоро адаптация на цялата вселена на ДиСи, концентрирана върху младите супергерои. Сериалът дебютира на 7 януари 2011 г. с повторение на първите два епизода, които първончално са излъчени наведнъж ексклузивно на 26 ноември 2010 г. След втория си сезон сериалът е спрян, а последният епизод е излъчен на 16 март 2013 г. На 7 ноември 2016 г. Warner Bros. Animation обявява, че сериалът ще се завърне за трети сезон. Четвърти сезон започва на 16 октомври 2021 г. по HBO Max.

## Сюжет
Историята се центрира върху отбор от млади супергерои, състоящ се от Аквалад (Кари Пейтън), Супербой (Нолaн Норт), Марсиянката (Даника Маккелар), Робин (Джеси Маккартни), Кид Светкавицата (Джейсън Спийзак), Артемис (Стефани Лемелин) и Затана (Лейси Шабер). Екипът се сблъсква с различни суперзлодеи, а междувременно се сформират и романтични връзки между някои членове.

## „Младежка лига“ в България
В България сериалът започва на 15 юни 2012 г. по Cartoon Network с първите два епизода наведнъж, всеки петък от 18:30 с повторение в неделя от 20:30 и са излъчени първите тринайсет епизода. Останалата част епизоди започва на 30 ноември. Дублажът е на студио Про Филмс. В него участват артистите Светлана Смолева, Петя Абаджиева, Ана-Мария Лалова, Иван Петков, Светломир Радев, Цанко Тасев, Васил Бинев, Стефан Стефанов, Станислав Пищалов, Николай Пърлев, Георги Тодоров, Георги Стоянов, Ненчо Балабанов, Христо Бонин, Явор Караиванов, Петър Калчев, Петър Бонев и други.
На 10 януари 2015 г. по bTV започва повторно втори сезон, всяка събота от 05:30 по два епизода. Дублажът е на студио Медиа Линк. Ролите се озвучават от артистите Петя Абаджиева, Светлана Смолева, Христо Бонин, Петър Бонев и Живко Джуранов.